# Sphaeralcyon scotti
Sphaeralcyon scotti is een zachte koraalsoort uit de familie Alcyoniidae. De koraalsoort komt uit het geslacht Sphaeralcyon. Sphaeralcyon scotti werd in 2005 voor het eerst wetenschappelijk beschreven door Lopez-Gonzalez & Gili. 